# Alexander Mosquera
Alexander Mosquera Coloma (30 settembre 1970) è un ex giocatore di calcio a 5 cubano.

## Carriera
Come massimo riconoscimento in carriera vanta la partecipazione, con la nazionale cubana, dapprima al CONCACAF Futsal Championship 1996 di cui conquistò la medaglia d'argento e successivamente al FIFA Futsal World Championship 1996 in cui la selezione caraibica, alla prima partecipazione, uscì nel girone del primo turno comprendente Brasile, Belgio e Iran.